# ОШ „Вук Стефановић Караџић” Бања Лука
Основна школа „Вук Стефановић Караџић” једна је од основних школа у Бањој Луци. Налази се у улици Саве Ковачевића бб, у бањолучком насељу Борик. Име је добила по Вуку Стефановићу Караџићу, српском лингвисти, филологу, антропологу, књижевнику, преводиоцу и академику.

## Историјат
Основна школа „Вук Стефановић Караџић” у Бањој Луци је почела са радом 1872. године на локацији зграде Кола српских сестара. Тачан назив није познат, а претпоставља се да је била Прва или Друга основна школа у граду Бањој Луци и да је носила назив Прве или Друге основне школе. Двадесетих година двадесетог вијека сели се у просторије бивше Реалне гимназије под називом Основна школа „Сестара Милосрдница”. Данашњи назив Основна школа „Вук Стефановић Караџић” је добила 1945. године када је пресељена у центар града, где ради на локацији садашње Католичке гимназије у Бањој Луци. У том периоду прикључује јој се Основна школа „Петар Кочић”. Почетком шездесетих је прерасла у осмогодишњу школу и добила назив Основна школа „Мирко Вишњић”. У земљотресу 1969. школска зграда је знатно оштећена, а ђаци су евакуисани у Цриквеницу. Град Скопље је финансирао изградњу нове школске зграде у насељу Борик. Октобра 1970. у тај објекат је усељена ОШ „Мирко Вишњић”, али је на згради писало ОШ „Скопље”. Године 1993. враћен јој је ранији назив „Вук Стефановић Караџић”. Школске 2015—2016. је имала 758 ученика, педесет наставника, два вјероучитеља православне и једног католичке вјеронауке. У њеном саставу од 2011. ради петогодишња подручна школа у Чесми. Ђачка библиотека има око 12.500, а наставничка око 5650 књига. Поред библиотеке са читаоницом, школа има спортске терене, спортску салу и кухињу.